# Phormium colensoi
Phormium colensoi là một loài thực vật có hoa trong họ Thích diệp thụ. Loài này được Hook.f. miêu tả khoa học đầu tiên năm 1848.

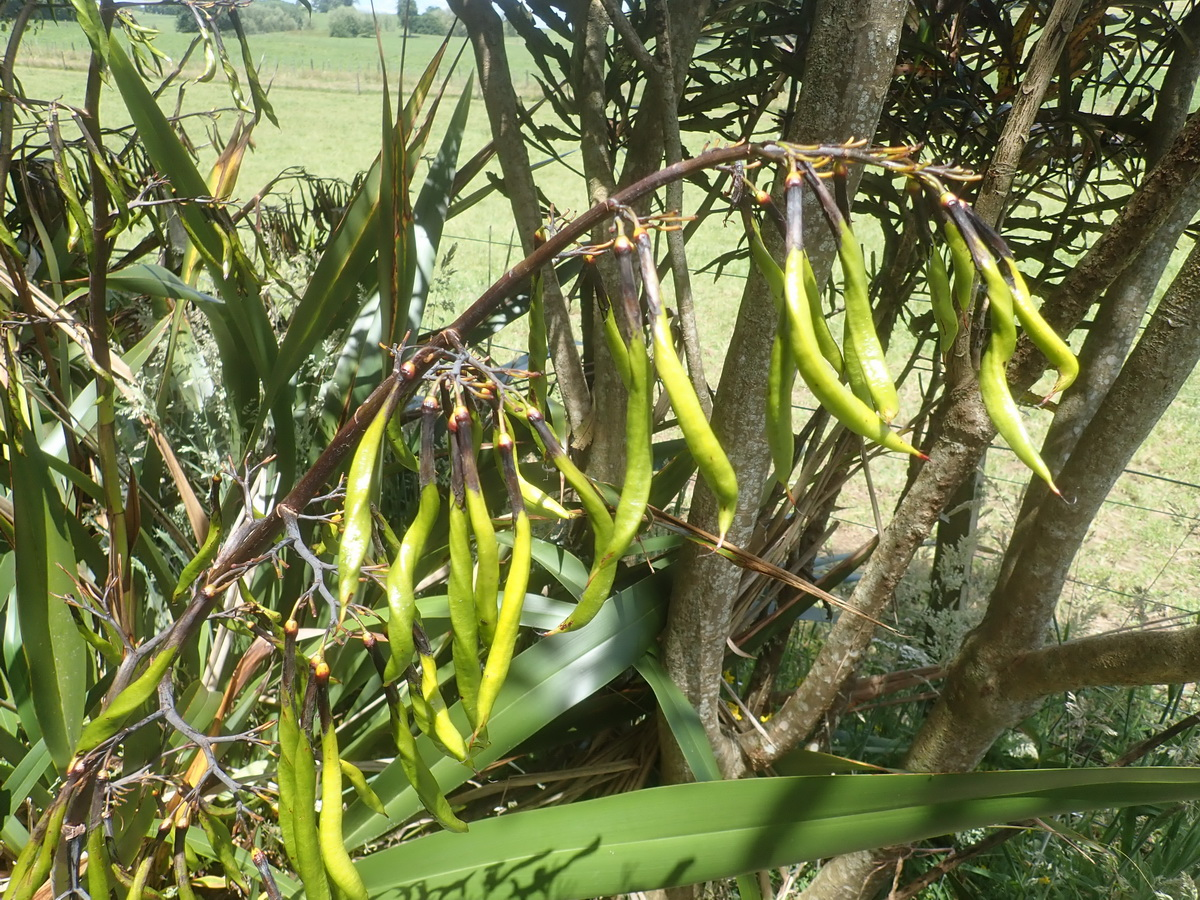
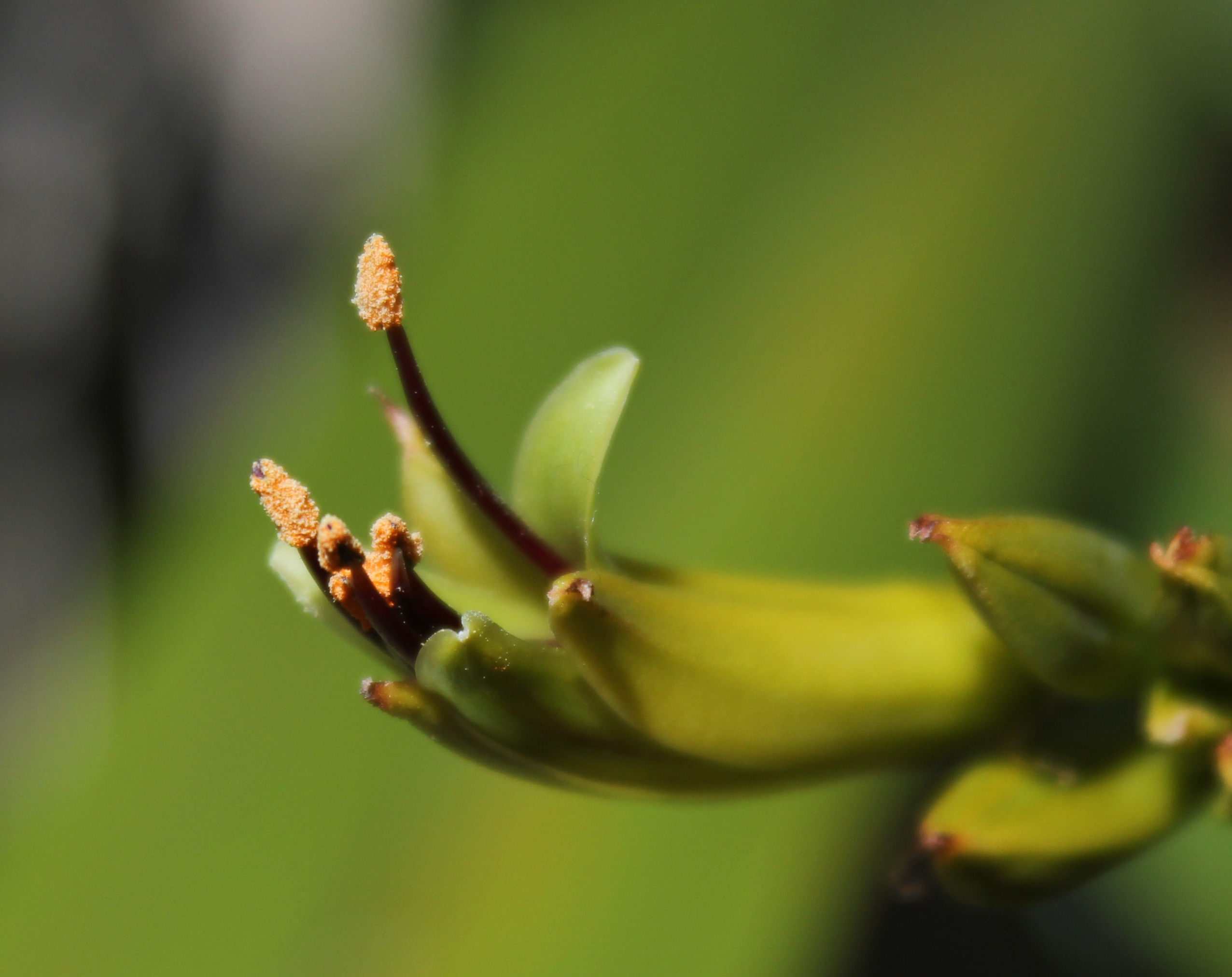